# Out to Win (2015)
Out to Win é um filme documentário produzido nos Estados Unidos e lançado em 2015.
Dirigido por Malcolm Ingram, o filme narra a história da participação LGBT em esportes profissionais, se concentrando em especial nas figuras-chaves, tais como John Amaechi, Billy Bean, Jason Collins, Wade Davis, Brittney Griner, Billie Jean King, David Kopay, Conner Mertens, Martina Navratilova e Michael Sam.
O filme fez sua estreia em 15 de março de 2015 no SXSW.